# Timișești
Timișești es una comuna ubicada en el distrito de Neamț, Rumania.

## Superficie
Posee una superficie de 49,42 kilómetros cuadrados.

## Demografía
Hasta 2021 la población era de 3802 habitantes, con una densidad de población de 76,93 habitantes por kilómetro cuadrado.